# Saarriva

Ehemaliges Logo

Saarriva (Eigenschreibweise: saarriva) ist eine Marke der BS Saar-Mosel GmbH mit Sitz Saarbrücken für den Bereich der adressierten Zustellung von Briefen, Zeitungen, Zeitschriften, anderen Druckerzeugnissen sowie von Werbe- und Informationssendungen. Die BS Saar-Mosel GmbH ist ein Tochterunternehmen der Saarbrücker Zeitung sowie Postcon.
Seit 2001 ist Saarriva im Bereich der adressierten Postzustellung für Geschäftskunden aktiv, seit 2004 auch im Privatkundengeschäft. Im Jahre 2017 waren rund 80 Mitarbeiter in der Verwaltung und im Briefzentrum beschäftigt sowie etwa 2000 Zusteller in den Zustellgesellschaften der Region Saar-Mosel. Das Agentur- und Briefkastennetz von Saarriva umfasst im Saarland etwa 60 Agenturen (Briefmarken-Verkaufsstellen) und 90 Briefkästen.

## Kunden

### Geschäftskunden
Im Jahre 2017 lieferten mehr als 2300 Geschäftskunden ihre Briefsendungen bei Saarriva ein. Innerhalb des Zustellgebiets findet eine Abholung beim Kunden zu einem Pauschalpreis statt. Saarriva übernimmt die Sortierung und Frankierung der Briefsendungen. Die Sendungen werden im Anschluss durch die jeweilige Zustellgesellschaft bzw. den jeweiligen Kooperationspartner zugestellt. Das Porto wird nach erbrachter Leistung am Monatsende mittels Rechnungsstellung an den Kunden abgerechnet.

### Privatkunden
Privatkunden erhalten Saarriva-Briefmarken in den Produktgruppen Postkarte, Standardbrief, Kompaktbrief, Großbrief, Maxibrief und Premiumeinschreiben in allen saarriva-Verkaufsagenturen. Im Gegensatz zur Deutschen Post sind bei Saarriva alle Produkte umsatzsteuerpflichtig. Die Preise für Privatkunden enthalten also bereits die jeweilig gültige gesetzliche Mehrwertsteuer. Das Zustellgebiet für Privatkunden umfasst das Saarland sowie die Postleitregionen des nationalen Zustellnetzwerkes Mail Alliance.